# Mejda, Iambol
Mejda (în bulgară Межда) este un sat în comuna Tundja, regiunea Iambol,  Bulgaria. 

## Demografie
Componența etnică a satului Mejda
     Bulgari (81%)
     Romi (3,91%)
     Nicio identificare (15,08%)
     Altele (0%)
La recensământul din 2011, populația satului Mejda era de 179 locuitori. Din punct de vedere etnic, majoritatea locuitorilor (81%) erau bulgari, cu o minoritate de romi (3,91%). Pentru 15,08% din locuitori nu este cunoscută apartenența etnică.